# عبد المجيد علي بدر
عبد المجيد علي بدر (دسوق 1898 - 1976)، شغل منصب وزير للشئون الاجتماعية، ثم وزيراً للتجارة والصناعة، ثم وزيراً للمالية  على التوالي في عهد الملك فاروق الأول.